# Сальман Шаріда
Сальман Ахмед Рашед Шаріда (араб. سلمان أحمد راشد شريدة, нар. 19 травня 1952, Мухаррак) — бахрейнський футболіст, який грав на позиції півзахисника. Відомий за виступами в складі клубу «Аль-Мухаррак» та національної збірної Бахрейну. після завершення виступів на футбольних полях — бахрейнський футбольний тренер, відомий за роботою в бахрейнських та закордонних клубах, а також за роботою в бахрейнських і закордонних клубах, та роботою в збірних Бахрейну і Пакистану.

## Кар'єра гравця
Сальман Шаріда як футболіст грав у головній команді клубу «Аль-Мухаррак» з 1972 року, завершив виступи на футбольних полях у 1982 році після травми. У 1973 році футболіст залучався до молодіжної збірної Бахрейну. З 1974 року Шаріда грав у складі національної збірної Бахрейну, в цьому ж році грав у її складі на футбольному турнірі Азійських ігор. У складі збірної футболіст грав до 1979 року.

## Тренерська кар'єра
Відразу після завершення виступів на футбольних полях Сальман Шаріда розпочав тренерську кар'єру, у 80-х роках ХХ століття він тренував юнацьку команду свого колишнього клубу «Аль-Мухаррак». У 1987—1988 роках він тренував збірну Бахрейну віком гравців до 20 років, у тому числі на молодіжному чемпіонаті світуу 1987 року. У 2000 році Шаріда вперше за кар'єру на нетривалий час очолив національну збірну Бахрейну. У 2005—2007 роках бахрейнський тренер очолював національну збірну Пакистану, зокрема й на Азійських іграх 2006 року. У 2007—2008 роках Шаріда вже як головний тренер очолив клуб «Аль-Мухаррак». У 2009—2010 роках Сальман Шаріда працював головним тренером еміратського клубу «Аль-Арабі» (Умм-ель-Кайвайн). У 2010—2011 роках він вдруге очолив національну збірну Бахрейну, керував її діями на Кубку Азії 2011 року, після чого покинув пост. У 2011 році він одночасно очолював і олімпійську збірну Бахрейну, проте в кінці року покинув посаду. У 2013—2014 роках Шаріда знову був головним тренером клубу «Аль-Мухаррак», а в 2015 році вперше очолив клуб «Аль-Хідд». У 2016—2017 роках тренер очолював клуб «Аль-Ріффа», а в 2018 році знову очолив клуб «Аль-Мухаррак». У 2021 році Шаріда вдруге за кар'єру очолював клуб «Аль-Хідд».